# 賀名生行宮

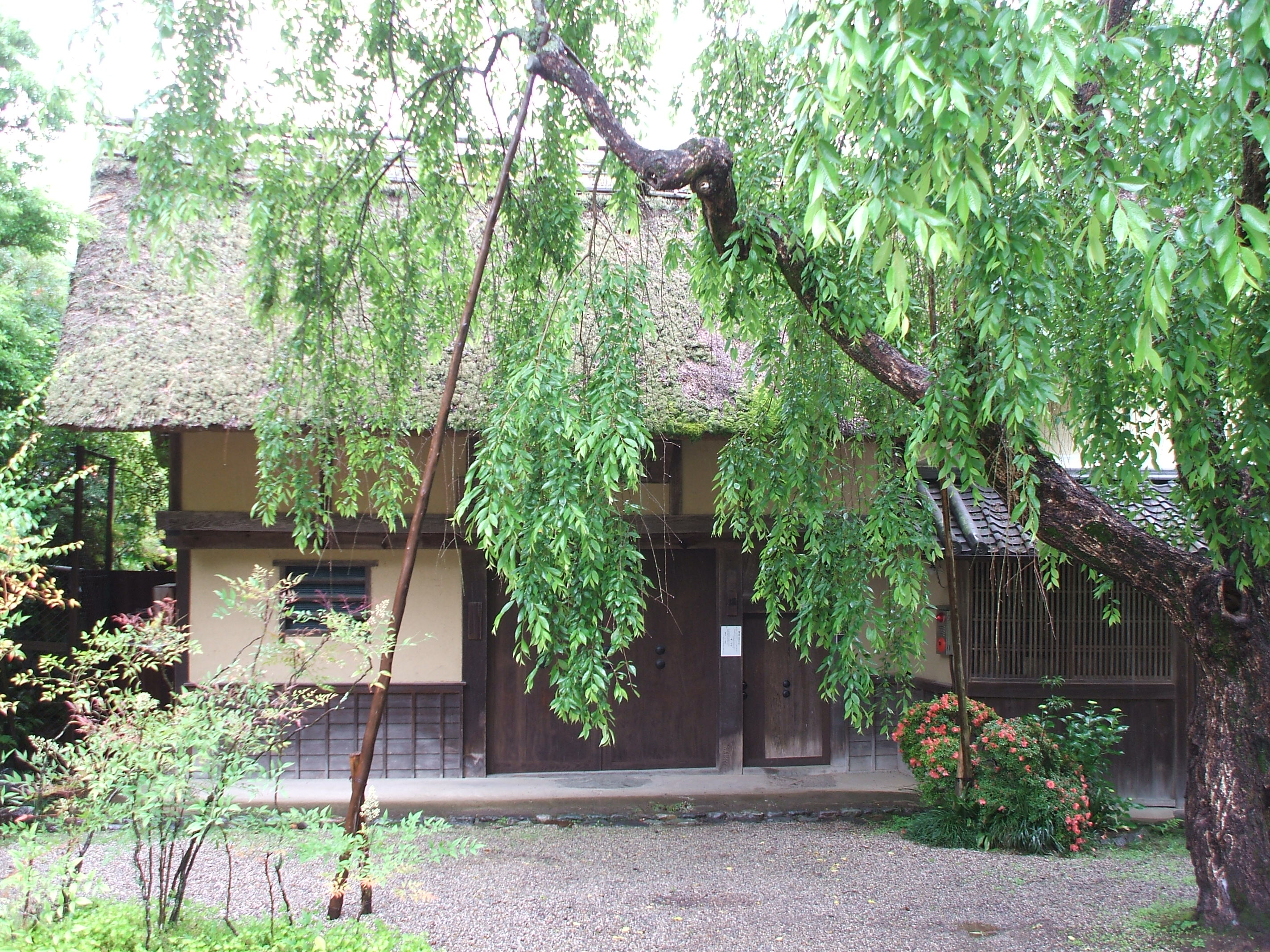
堀家住宅（賀名生行宮跡）

賀名生行宮（あのうのあんぐう/あのうあんぐう）とは、大和国吉野郡、現在の奈良県五條市西吉野村賀名生にあった南朝の行宮。

## 概要
賀名生は元は「穴生」と書かれ、後醍醐天皇が京都を脱出して吉野に逃れる際に穴生を経由したことが知られている。
正平3年/貞和4年（1348年）1月、高師直率いる室町幕府軍に吉野行宮を襲われた後村上天皇が賀名生に逃れて行宮を定める。正平7年（1352年）の正平一統による北朝の一時崩壊を受けて、後村上天皇は同年2月京都を目指して出立するが、入京することが出来ないまま5月に捕虜とした北朝の3人の上皇（光厳・光明・崇光）と廃太子（直仁親王）を連行して賀名生に戻った。
その後、正平9年/文和3年（1354年）10月に河内国の金剛寺に行宮を移している。
その後長慶天皇・後亀山天皇期にも、南朝の行宮が置かれていたことが知られ、正平15年/延文5年（1360年）には南朝内部の内紛から火災にあって焼失したことが知られている。
行宮の位置については、賀名生の和田地区にある堀家の敷地に設けられたと伝えられているが、他にも様々な異説が存在しており確定には至っていない。
堀家住宅は春と秋に有料で一般公開、予約制であった。2019年3月、改装を経て、宿泊施設とレストラン、結婚式場として営業を開始した。